# Abdalatif
Abdalatif (Bagdade, Iraque, 1161 — 1231) nome que se pode traduzir do árabe abd-al-aziz como (servo do clemente Deus), foi um grande sábio árabe. Foi protegido de Salah al-Din Yusuf bin Aiub, e destacou-se nos campos da medicina, da botânica e da teologia. Deixou um magistral relato sobre a peste que nos anos de 1200 a 1201 assolou a cidade do Cairo, Egipto.